# Szent Margit-templom (London)
A Szent Margit-templom London Westminster kerületében a Parlament téren, a Westminsteri apátság tőszomszédságában áll. Az Szent Margitnak szentelt templom a brit parlament plébániatemploma, az apátsággal és a Westminster-palotával együtt 1987 óta része a világ kulturális örökségének.
A Westminster-palota, a Westminsteri apátság és a Szent Margit-templom együttesen mutatják be a mai idők egyik legrégibb parlamentáris monarchiájának kilenc évszázados történetét, valamint a parlamenti és alkotmányos intézmények fejlődését. Az épületegyüttes az Egyesült Királyság történelmének valóságos múzeuma. A bájos, perpendikuláris stílusú Szent Margit-templom az apátság szerves része. Alapítása óta őrzi eredeti funkcióját, középkori plébániatemplom maradt, amely a Parlament mindkét házának képviselőit szolgálja. Napjainkban is rendszeresek az istentiszteletek és a zenei előadások.

## Története
A templom eredete a mellette álló bencés apátságéhoz kötődik. Amikor a korabeli Thorney-sziget mocsaras területen Hitvalló Eduárd uralkodása alatt megépült a West Minster kolostortemplom, az itt élő szerzetesek a benedeki regulát követő életre rendezkedtek be. Ennek keretét a liturgia, a Szentírás imádságos olvasása és a munka ritmusa jelölte ki. A környék fejlődésével, a rendszeresen misére járó a westminsteri lakosság már zavarta a kolostor lakóit hitéletük gyakorlásában, így a szerzetesek, az apátság mellett egy kisebb templom építésébe kezdtek, ahol a helybéliek az összes szentséget megkaphatták. A templomot feltételezetten a 11. század második felében építették, és Antiokheia Szent Margitjának szentelték, akinek kultusza rendkívül népszerű volt a középkorban. Ettől kezdve az apátság szerzetesei szolgálták az egyre növekvő Westminster lakosságát egészen 1540-ig, a kolostor feloszlatásáig. 
Az első, román stílusú templom III. Eduárd uralkodásáig állt. Ekkor késő gótikus, függőleges vagy perpendikuláris stílusban  átépítették, ám a 15. század végére az épület állapota annyira megromlott, hogy teljes rekonstrukciót igényelt. VII. Henrik király kezdeményezésére Robert Stowell 1482-ben kezdte meg a templom újjáépítését. Több évtizedes munka után 1523. április 9-én szentelték fel az új templomot, amelynek szerkezetén a későbbi századokban végzett felújítások már nem változtattak. 1734 és 1738 között John James újjáépítette a tornyot, és a teljes homlokzatot portlandi kővel burkoltatta. A belső terek jelenlegi megjelenése 1877-ben alakult ki, George Gilbert Scott felújítása után, aki ügyelt a tudor stílusjegyek megőrzésére. A nyugodt tömegű, karcsú oszlopsorokkal közép- és két mellékhajóra tagolt templom díszítőelemei a reformáció előtti London utolsó katolikus hagyományaihoz illeszkednek.
A 17. század elejétől a Szent Margit-templom lett a Westminster-palotában ülésező parlamenterek plébániatemploma. Azok a puritán képviselők, akik elégedetlenek voltak az apátság liturgikus szertartásaival úgy döntöttek, hogy istentiszteleteiket inkább ebben a templomban tartják. 

### Érdekesség
Az 1540-es években a plébánia fegyveres ellenállása akadályozta meg a templom lerombolását, amikor Eduard Seymour, Somerset első hercege azt tervezte, hogy a templom lebontásával biztosít jó minőségű építőanyagot a Strandon épülő saját palotájának, a Somerset-háznak.
A Szent Margit-templom tornya különleges, négyágas napórát visel, még az északi oldalon is.

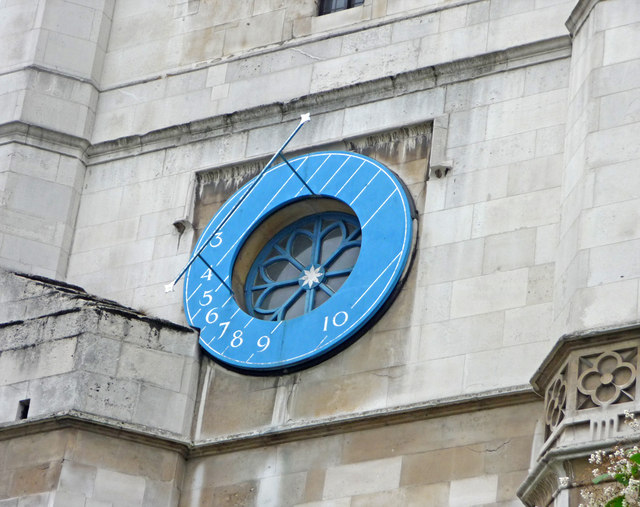
A keleti,
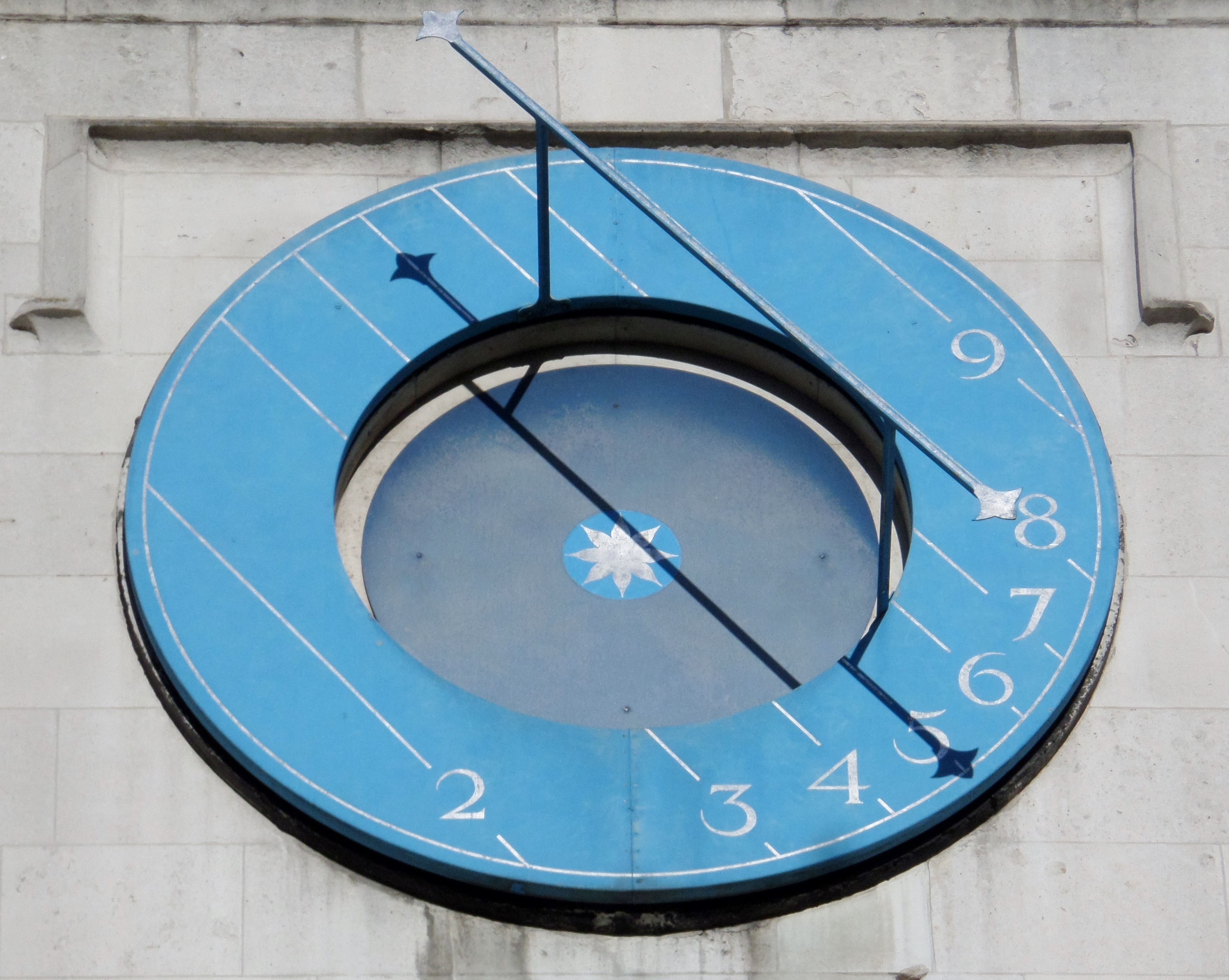
a nyugati,
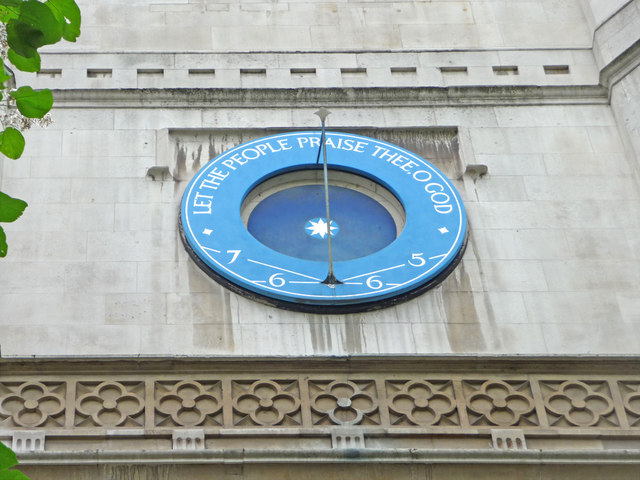
az északi, és
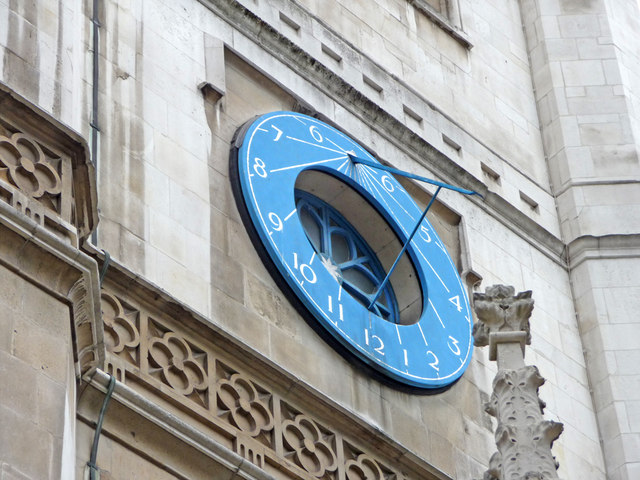
a déli oldal napórája.

## Szent Margit-templom egyedülálló státusza
1189 júliusában a Westminster kolostor apátja III. Kelemen pápától kapott támogatást, amely megerősítette, hogy a Szent Margit-templom nem tartozik a londoni püspök joghatósága alá. 1222-ben az apátságot és vagyonát nemcsak a londoni egyházmegyén kívülinek nyilvánították, hanem mentesítették a canterburyi érsek hatalmától is.
1560-ban, amikor a reformáció után I. Erzsébet westminsteri Szent Péter társaskáptalani templomként újraavatta az apátságot, fenntartotta a püspöki hatalom alóli mentességet, és „királyi kiváltsággá” tette. A Szent Margit-templom és a plébánia is egészen 1840-ig e különös joghatóság alá tartozott, majd a londoni egyházmegye része lett. Az 1970-es évekre a Szent Margit-plébániatemplom híveinek száma néhány százra esett vissza, végül 1972-ben a Westminster-apátság és a Saint Margaret Westminster-törvény újradefiniálta egyházi státusát. A plébániát a szomszédos egyházi közösségekhez rendezték, míg a templom és a templomkert ismét Westminster dékánja és káptalanja irányítása alá került. A Szent Margit mindenkori rektora pedig a Westminster apátság egyik kanonoka lett.

## A belső tér legfontosabb látnivalói

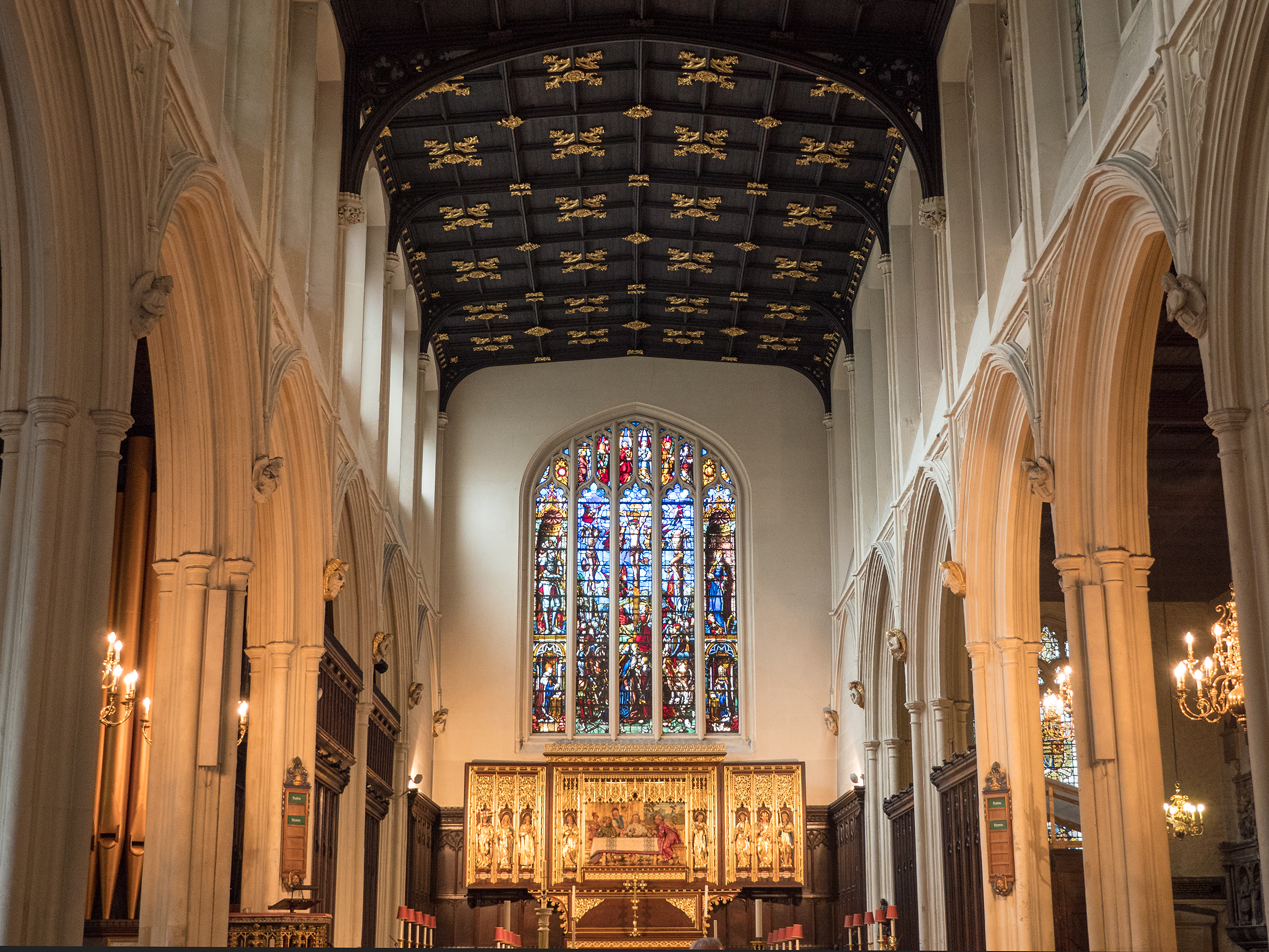
A Szent Margit-templom belső tere, 2016

### Az ablakok
- A templom legszebb darabja a szentély felett, a keleti homlokzaton látható 16. századi flamand ólomüveg ablak, amelyet VIII. Henrik király és első felesége, Aragóniai Katalin házasságának emlékére készítettek 1509-ben.[8]

- Sir Walter Raleigh felfedező, író, költő, I. Erzsébet lovagja emlékét festett ólomüveg ablak és emléktábla őrzi. Raleigh 1588-tól több expedíciót vezetett az amerikai spanyol gyarmatok ellen, majd 1591-ben titokban feleségül vette a királynő egyik társalkodónőjét, amiért később mindketten a londoni Tower börtönébe kerültek. 1618-ban, kivégzése után a Szent Margit-templomban temették el.[9]

- John Milton életének, költészetének és családjának állít emléket az az üvegablak, amelynek paneljein főműve, az Elveszett paradicsom egyes jelenetei mellett Milton munkásságának fontos eseményei is megjelennek. A költő a közelben élt, így gyakran imádkozott Szent Margit plébániatemplomban,  1656-ban itt kötött házasságot második feleségével, Katherine Woodcockkal, aki közös kislányukkal együtt a templomkertben lelt végső nyughelyre.[10]

- A Robert Blake admirális életének jeleneteit ábrázoló üvegablak 1888 óta idézi a „a királyi haditengerészet atyjának” emlékét, akinek bebalzsamozott holttestét eredetileg a Westminster-apátságban, az angol királyok síremlékei között temették el. Később, a Stuartok visszatérése után exhumálták, és a Szent Margit-templom udvarán a köztársaság több, ismert és ismeretlen személyiségével együtt jelöletlen, közös sírba temették.[11]

- A déli folyosón láthatóak John Piper feltűnően absztrakt, festett ablakai, amelyek a második világháború alatt megsérült darabokat pótolják.

### Elnökiszék és kapurostély
1614 óta a Szent Margit az alsóház plébániatemploma, és többször előfordult már, hogy a templom rektora egyben a brit képviselőház elnökének lelkésze volt. 1681 óta az elnöknek saját ülőhelye is van, a szertartások alatt kizárólag az elülső padot használja. A pad hímzett párnáin látható koronás kapurostély a brit képviselőház kvázi-hivatalos jelképe, a Szent Margit-templomban mindenfelé megtalálható.

## Szertartások

### Házasságkötések
A templom nem csupán a gyülekezeti tagok számára, hanem a Lordok háza és a Képviselőház tagjai között is kedvelt esküvöi helyszín.
- 1631. július 5. – Edmund Waller és Anne Banks örökösnő, aki a Városatyák Bíróságának gyámsága alatt állt, e templomban házasodtak össze az Angol Uralkodói Tanács tiltásai ellenére. Waller megszöktette a menyasszonyt, de kényszerítették, hogy visszaszolgáltassa. A Csillag Kamaránál (az Uralkodói Tanács tagjaiból és közjogi bírókból, jogtudósokból állt) tett panasz  teljes vagyonelkobzás büntetést javasolt tettéért, de I. Károly király megkegyelmezett Wallernek.[14]

Itt kötött házasságot többek között:
- 1655. december 1. – Samuel Pepys és a mindössze 14 éves Elisabeth de St Michel,[15]
- 1656. november 12. – John Milton és Katherine Woodcock,[16]
- 1895. június 12. – William Hicks és Grace Lynn Joynson,
- 1908. szeptember 12. – Winston Churchill és Clementine Hozier,[17]
- 1920. április 21. – Harold Macmillan és Lady Dorothy Cavendish,[18]
- 1922. július 18. – Lajos Ferenc battenbergi herceg és Edwina Ashley,
- 1993. október 8. – David Armstrong-Jones és Lady Serena Stanhope.

### Keresztelők
- 1639. május 19. – Charles Weston Portland 3. grófja, ,[19]
- 1640. november 27. – Barbara Villiers, Lord Grandison egyetlen gyermeke, később II. Károly király ágyasa,[20]
- 1661. május 12. – Charles Montagu Halifax első grófja[21]
- 1662. június 18. – Charles FitzRoy Cleveland 2. hercege, Barbara Palmer és II. Károly legidősebb törvénytelen fia; a keresztelőn – természetesen – a férj Lord Castlemaine nevét kapta. 1850 októberében a The Gentleman's Magazine tárta a nyilvánosság elé az "igazságot".[21]
- 1752. július 28. – Thomas Pelham-Clinton Newcastle 3. hercege, [22]
- 1759. február 9. – Olaudah Equiano afrikai születésű felszabadított rabszolga, akit 12 éves korában Gustavus Vassa[23] névre kereszteltek a Szent Margit-templomban.

### Temetések
- 1491 – William Caxton az első angol nyomdász, az angol könyvnyomdászat megteremtője,
- 1553. szeptember 18. – John Sutton Dudley 3. bárója és felesége Lady Cicely Grey, 1554. április 28.
- 1557 – Nicholas Ludford,
- 1618 – Sir Walter Raleigh
- 1627. július 30. – William Murray Tullibardine 2. grófja,
- 1640. december 14. – Edward Grimeston,
- 1661 – A Stuart-restauráció idején a köztársaság számos tagját, köztük olyanokat is mint Robert Blake, Denis Bond, Nicholas Boscawen,[24] akiket korábban a Westminsteri apátságban temettek el, exhumálták és a Szent Margit-templom kertjébe jelöletlen, közös sírba temettek; emléküket tábla őrzi, amelyet a templom külső falán, a nyugati főbejárattól balra helyeztek el;[25]
- 1677. március – Václav Hollar cseh rézmetsző,
- 1746 – Nicholas Clagett püspök,
- 1756 – Elizabeth Elstob, korai feminista[26]
- 1604. – Thomas Churchyard, Erzsébet-korabeli költő, katona és udvaronc, és még számos történelmi személyiség, híresség.

## Galéria

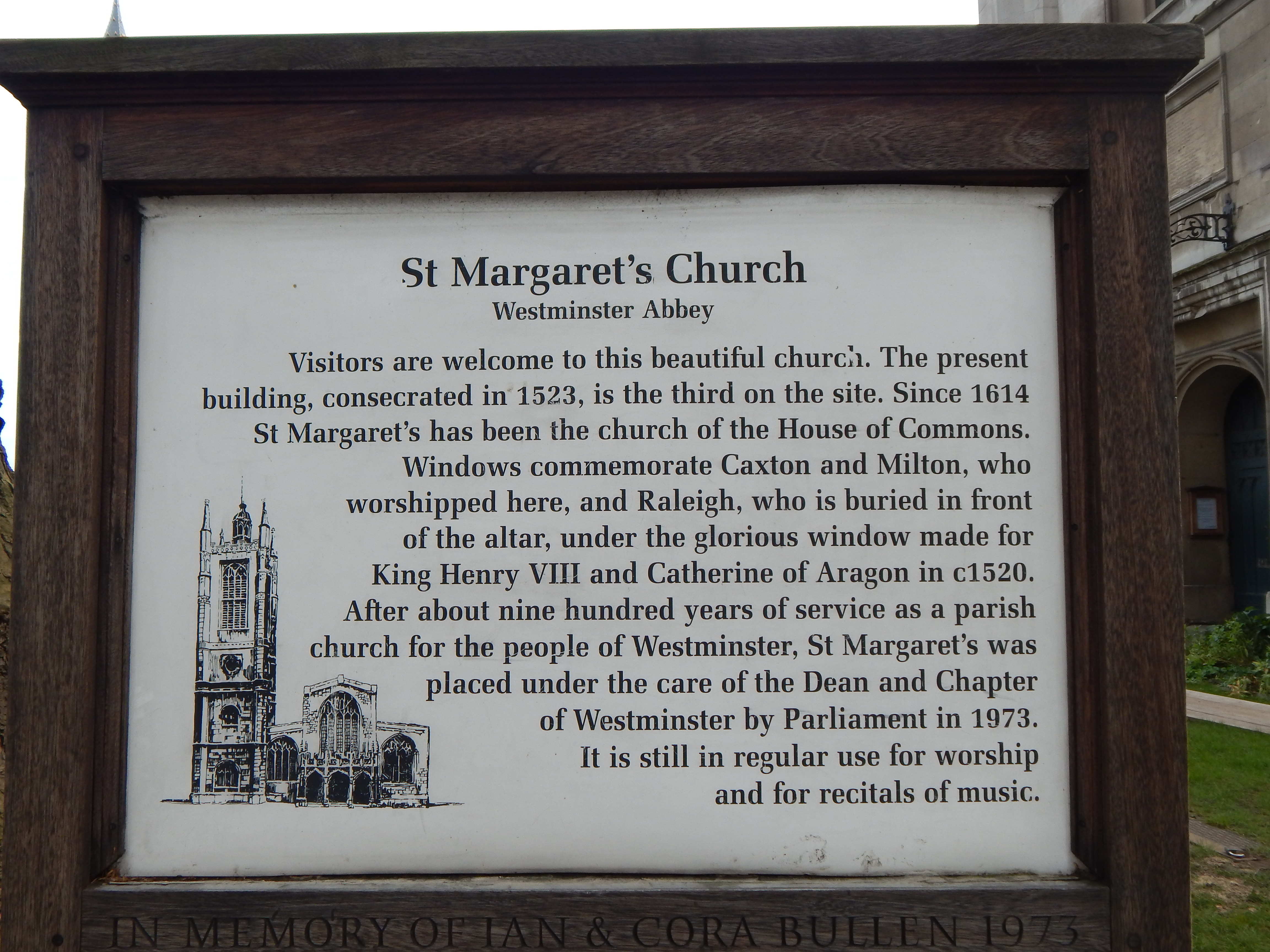
A templom előtti megállítótábla
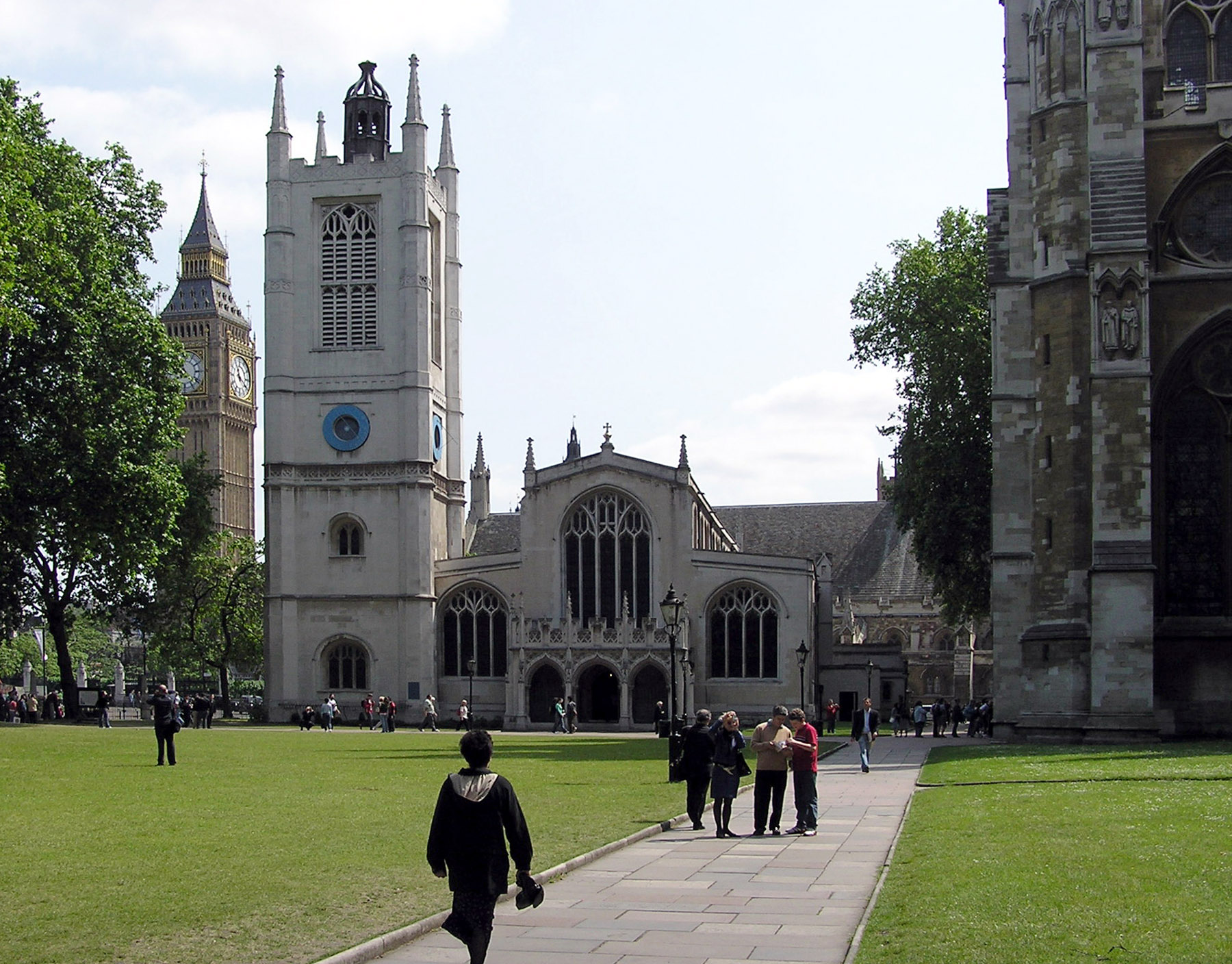
Szent Margit-templom, bal oldalt Westminster-palota Ertsébet tornya; jobbra az apátság
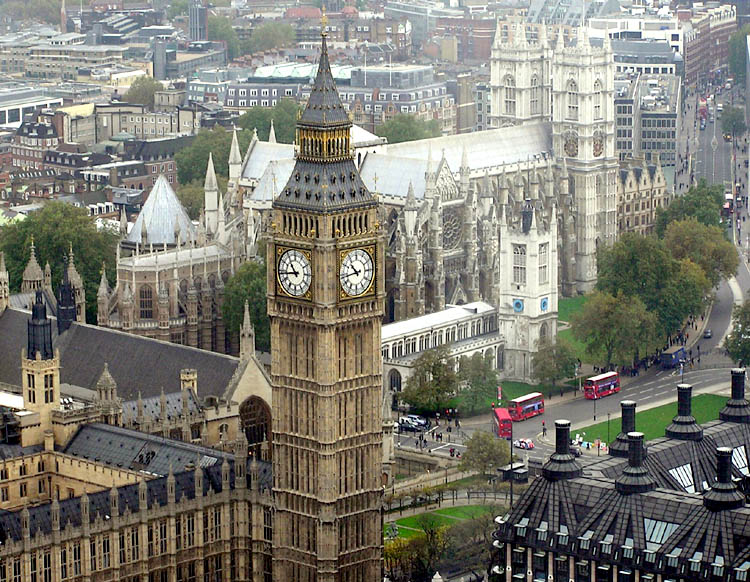
Szent Margit-templom látképe a London Eye óriáskerékről
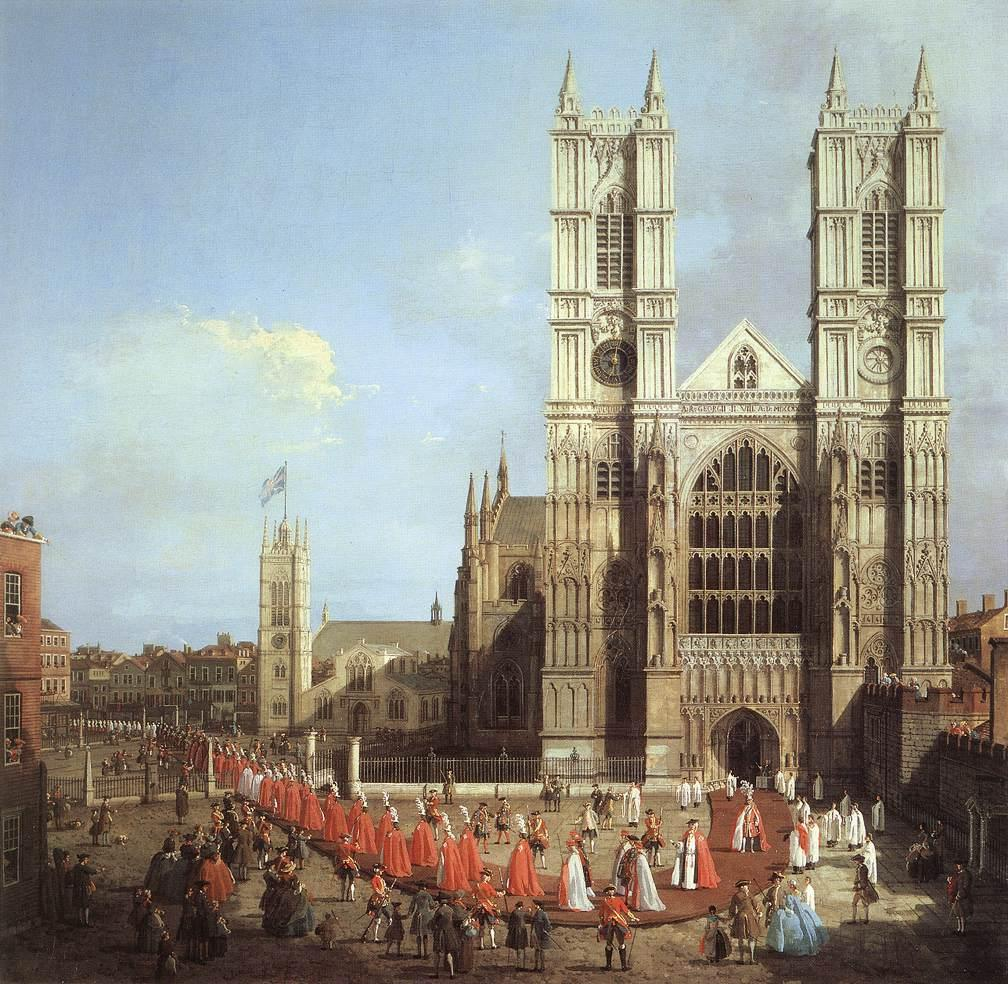
Canaletto: A Westminsteri apátság és Bath lovagjainak körmenete, 1749
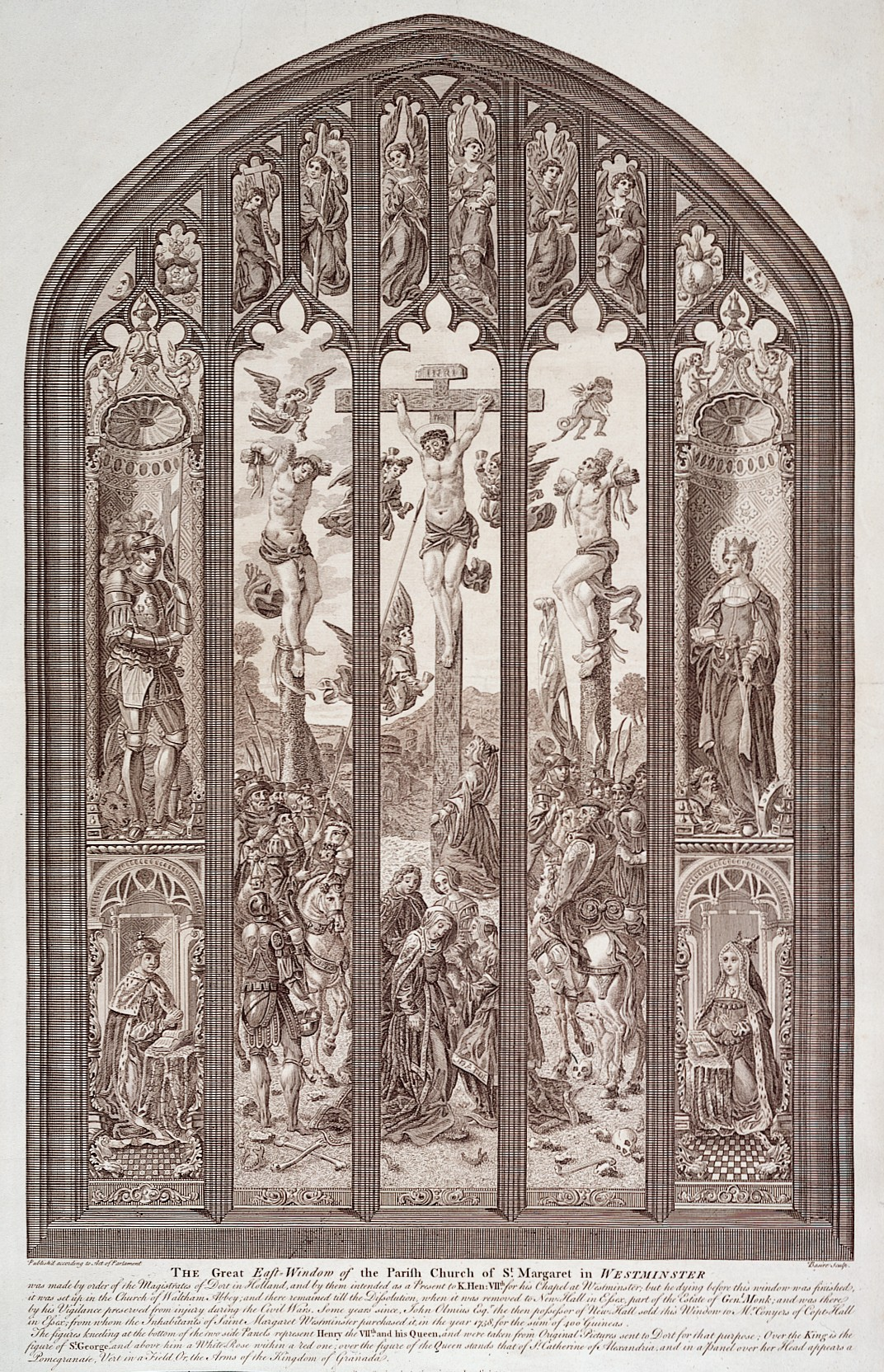
A keleti ablak rajza
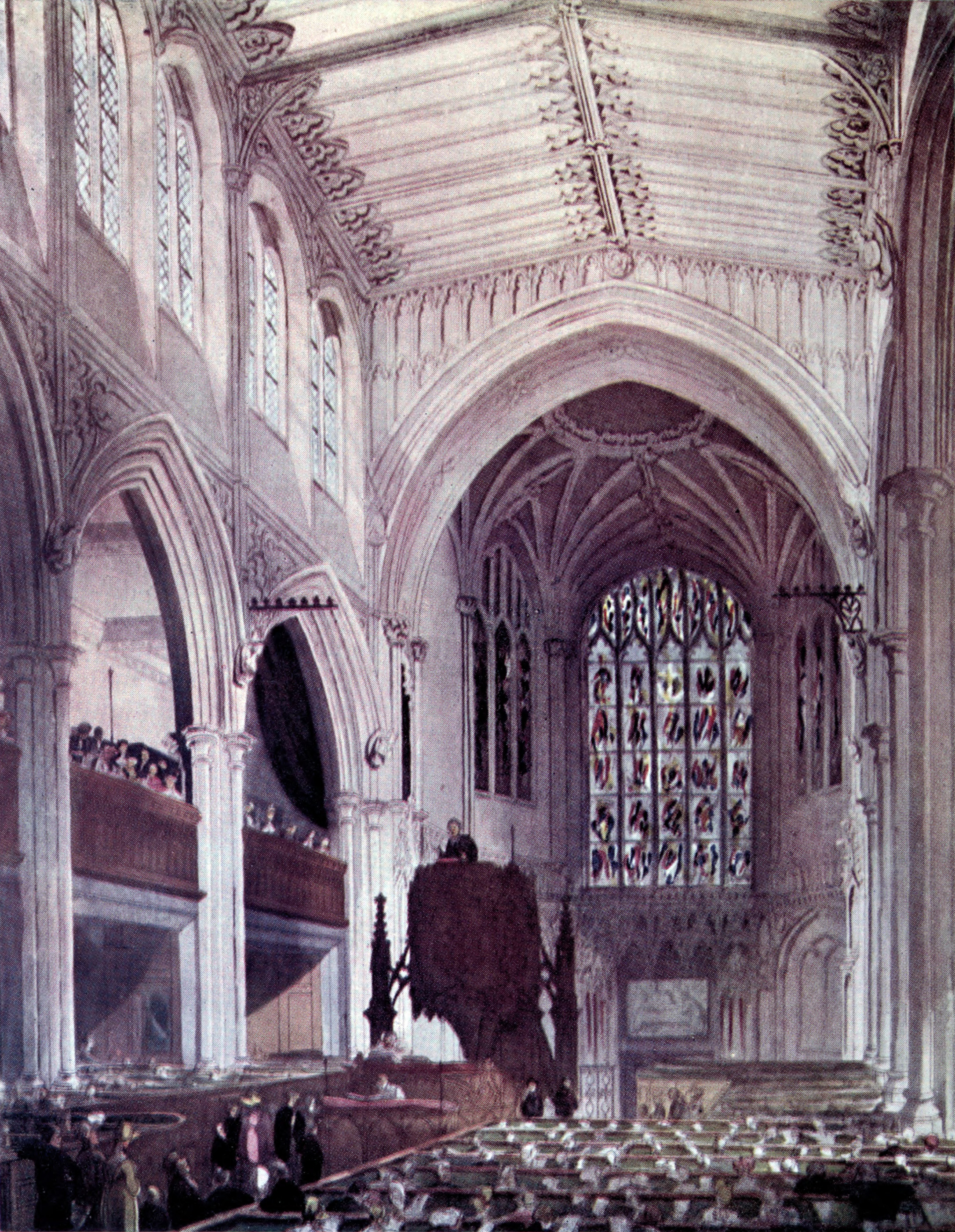
A templombelső 1810-ből
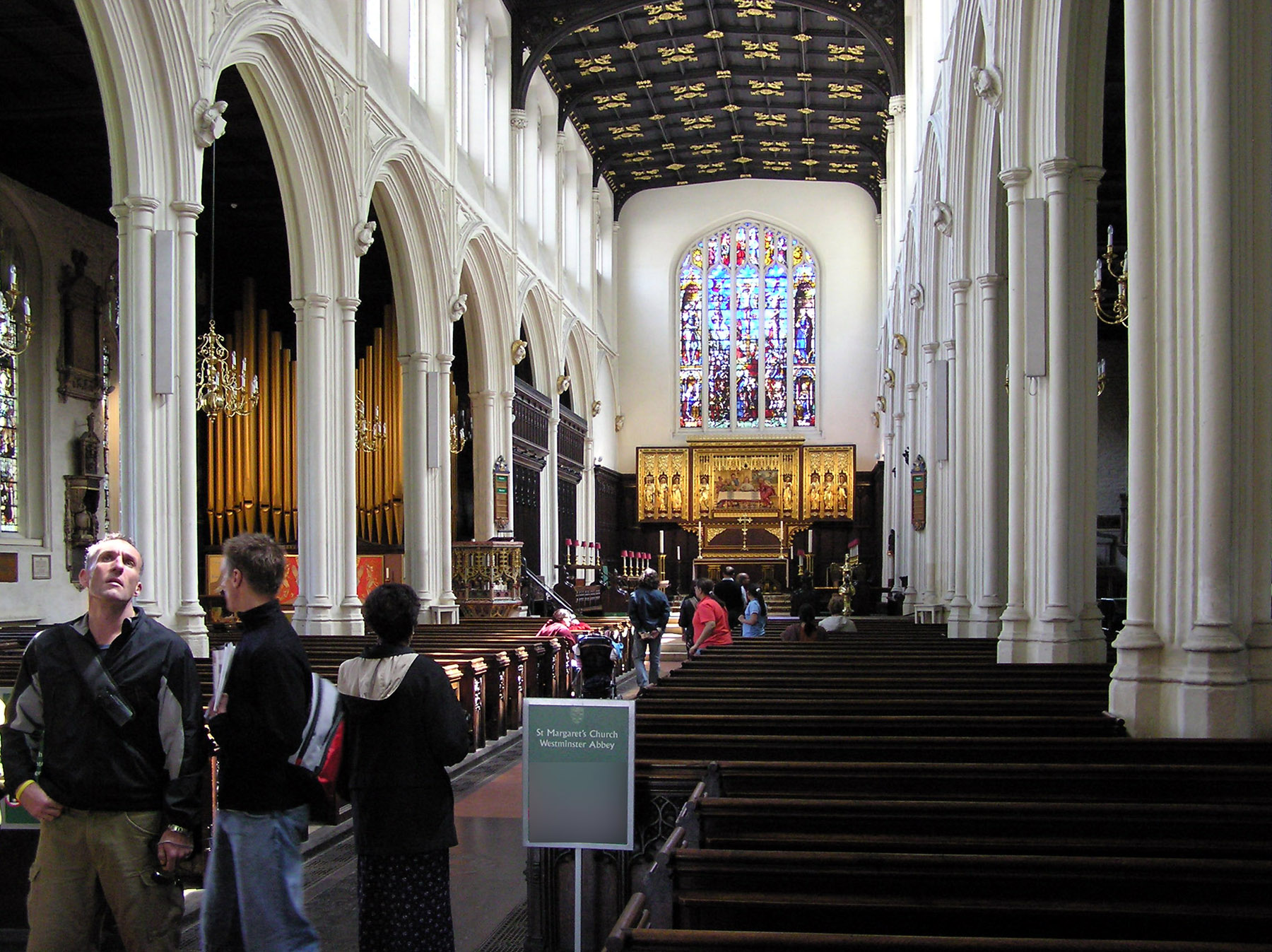
A templom főhajója ma

## Külső hivatkozások
- Memorials of St. Margaret's church, Westminster, comprising the parish registers, 1539–1660, and other churchwardens' accounts, 1460–1603